# Badminton la Jocurile Olimpice de vară din 2024 - dublu mixt
Proba de badminton dublu mixt de la Jocurile Olimpice de vară din 2024 de la Paris a avut loc în perioada 27 iulie-2 august 2024. Aceasta s-a desfășurat la Arena Porte de la Chapelle.

## Formatul competiției
Proba dublu mixt s-a desfășura în 2 faze: faza grupelor și faza eliminatorie. Pentru faza grupelor, perechile au fost împărțite în 4 grupe de câte 4 perechi fiecare. Fiecare grupă s-a jucat după sistemul fiecare cu fiecare. Primele două perechi din fiecare grupă au avansat în faza eliminatorie. Faza eliminatorie a fost un turneu de eliminare desfășurat în trei etape, cu un meci pentru medalia de bronz.
Meciurile s-au jucat după sistemul cel mai bun din trei seturi. Fiecare set s-a jucat până când o echipă a ajuns la 21 de puncte, dar să existe o diferență de 2 puncte, cu excepția cazului în care scorul a ajuns la 30-29.

## Rezultate

### Faza grupelor

#### Grupa A
| Loc | Echipă                                         | MJ | MC | MP | SC | SP | DS | PC  | PP  | DP  | DS | Calificare                         |
| --- | ---------------------------------------------- | -- | -- | -- | -- | -- | -- | --- | --- | --- | -- | ---------------------------------- |
| 1   | Zheng Siwei / Huang Yaqiong (CHN)              | 3  | 3  | 0  | 6  | 0  | +6 | 128 | 75  | +53 | 3  | Calificare în sferturile de finală |
| 2   | Kim Won-ho / Jeong Na-eun (KOR)                | 3  | 1  | 2  | 3  | 4  | -1 | 130 | 135 | -5  | 1  | Calificare în sferturile de finală |
| 3   | Thom Gicquel / Delphine Delrue (FRA)           | 3  | 1  | 2  | 2  | 4  | -2 | 113 | 115 | -2  | 1  |                                    |
| 4   | Rinov Rivaldy / Pitha Haningtyas Mentari (INA) | 3  | 1  | 2  | 2  | 5  | -3 | 98  | 144 | -46 | 1  |                                    |

| Dată     | Oră   | Echipa 1                               | Scor | Echipa 2                               | Set 1 | Set 2 | Set 3 |        |
| -------- | ----- | -------------------------------------- | ---- | -------------------------------------- | ----- | ----- | ----- | ------ |
| 27 iulie | 15:40 | Zheng Siwei Huang Yaqiong              | 2–0  | Thom Gicquel Delphine Delrue           | 21–14 | 23–21 |       | Raport |
| 27 iulie | 15:40 | Kim Won-ho Jeong Na-eun                | 1–2  | Rinov Rivaldy Pitha Haningtyas Mentari | 20–22 | 21–14 | 19–21 | Raport |
| 28 iulie | 14:00 | Zheng Siwei Huang Yaqiong              | 2–0  | Rinov Rivaldy Pitha Haningtyas Mentari | 21–10 | 21–3  |       | Raport |
| 28 iulie | 14:50 | Kim Won-ho Jeong Na-eun                | 2–0  | Thom Gicquel Delphine Delrue           | 22–20 | 21–16 |       | Raport |
| 29 iulie | 09:20 | Zheng Siwei Huang Yaqiong              | 2–0  | Kim Won-ho Jeong Na-eun                | 21–13 | 21–14 |       | Raport |
| 29 iulie | 10:10 | Rinov Rivaldy Pitha Haningtyas Mentari | 0–2  | Thom Gicquel Delphine Delrue           | 13–21 | 15–21 |       | Raport |

#### Grupa B
| Loc | Echipă                                                 | MJ | MC | MP | SC | SP | DS | PC  | PP  | DP  | DS | Calificare                         |
| --- | ------------------------------------------------------ | -- | -- | -- | -- | -- | -- | --- | --- | --- | -- | ---------------------------------- |
| 1   | Seo Seung-jae / Chae Yoo-jung (KOR)                    | 3  | 3  | 0  | 6  | 1  | +5 | 136 | 97  | +39 | 3  | Calificare în sferturile de finală |
| 2   | Dechapol Puavaranukroh / Sapsiree Taerattanachai (THA) | 3  | 2  | 1  | 5  | 2  | +3 | 136 | 105 | +31 | 2  | Calificare în sferturile de finală |
| 3   | Robin Tabeling / Selena Piek (NED)                     | 3  | 1  | 2  | 2  | 4  | -2 | 100 | 111 | -11 | 1  |                                    |
| 4   | Koceila Mammeri / Tanina Mammeri (ALG)                 | 3  | 0  | 3  | 0  | 6  | -6 | 67  | 126 | -59 | 0  |                                    |

| Dată     | Oră   | Echipa 1                                       | Scor | Echipa 2                                       | Set 1 | Set 2 | Set 3 |        |
| -------- | ----- | ---------------------------------------------- | ---- | ---------------------------------------------- | ----- | ----- | ----- | ------ |
| 27 iulie | 08:30 | Seo Seung-jae Chae Yoo-jung                    | 2–0  | Koceila Mammeri Tanina Mammeri                 | 21–10 | 21–7  |       | Raport |
| 27 iulie | 10:00 | Dechapol Puavaranukroh Sapsiree Taerattanachai | 2–0  | Robin Tabeling Selena Piek                     | 21–14 | 21–16 |       | Raport |
| 28 iulie | 19:30 | Dechapol Puavaranukroh Sapsiree Taerattanachai | 2–0  | Koceila Mammeri Tanina Mammeri                 | 21–14 | 21–9  |       | Raport |
| 28 iulie | 21:10 | Seo Seung-jae Chae Yoo-jung                    | 2–0  | Robin Tabeling Selena Piek                     | 21–16 | 21–12 |       | Raport |
| 29 iulie | 14:00 | Seo Seung-jae Chae Yoo-jung                    | 2–1  | Dechapol Puavaranukroh Sapsiree Taerattanachai | 21–16 | 10–21 | 21–15 | Raport |
| 29 iulie | 15:40 | Robin Tabeling Selena Piek                     | 2–0  | Koceila Mammeri Tanina Mammeri                 | 21–18 | 21–9  |       | Raport |

#### Grupa C
| Loc | Echipă                                      | MJ | MC | MP | SC | SP | DS | PC | PP | DP  | DS | Calificare                         |
| --- | ------------------------------------------- | -- | -- | -- | -- | -- | -- | -- | -- | --- | -- | ---------------------------------- |
| 1   | Yuta Watanabe / Arisa Higashino (JPN)       | 2  | 2  | 0  | 4  | 1  | +3 | 98 | 83 | +15 | 2  | Calificare în sferturile de finală |
| 2   | Tang Chun Man / Tse Ying Suet (HKG)         | 2  | 1  | 1  | 3  | 2  | +1 | 98 | 82 | +16 | 1  | Calificare în sferturile de finală |
| 3   | Ye Hong-wei / Lee Chia-hsin (TPE)           | 2  | 0  | 2  | 0  | 4  | -4 | 53 | 84 | -31 | 0  |                                    |
| 4   | Mathias Christiansen / Alexandra Bøje (DEN) | 0  | 0  | 0  | 0  | 0  | 0  | 0  | 0  | 0   | 0  | S-au retras                        |

1. Mathias Christiansen s-a retras înaintea începerii turneului.[3]

| Dată     | Oră   | Echipa 1                      | Scor | Echipa 2                    | Set 1 | Set 2 | Set 3 |        |
| -------- | ----- | ----------------------------- | ---- | --------------------------- | ----- | ----- | ----- | ------ |
| 27 iulie | 14:00 | Tang Chun Man Tse Ying Suet   | 2–0  | Ye Hong-wei Lee Chia-hsin   | 21–13 | 21–13 |       | Raport |
| 28 iulie | 21:10 | Yuta Watanabe Arisa Higashino | 2–0  | Ye Hong-wei Lee Chia-hsin   | 21–14 | 21–13 |       | Raport |
| 29 iulie | 20:20 | Yuta Watanabe Arisa Higashino | 2–1  | Tang Chun Man Tse Ying Suet | 21–17 | 14–21 | 21–18 | Raport |

#### Grupa D
| Loc | Echipă                             | MJ | MC | MP | SC | SP | DS | PC  | PP  | DP  | DS | Calificare                         |
| --- | ---------------------------------- | -- | -- | -- | -- | -- | -- | --- | --- | --- | -- | ---------------------------------- |
| 1   | Chen Tang Jie / Toh Ee Wei (MAS)   | 3  | 3  | 0  | 6  | 1  | +5 | 148 | 122 | +26 | 3  | Calificare în sferturile de finală |
| 2   | Feng Yanzhe / Huang Dongping (CHN) | 3  | 2  | 1  | 5  | 2  | +3 | 136 | 114 | +22 | 2  | Calificare în sferturile de finală |
| 3   | Terry Hee / Jessica Tan (SGP)      | 3  | 1  | 2  | 2  | 4  | -2 | 105 | 115 | -10 | 1  |                                    |
| 4   | Vinson Chiu / Jennie Gai (USA)     | 3  | 0  | 3  | 0  | 6  | -6 | 91  | 129 | -38 | 0  |                                    |

| Dată     | Oră   | Echipa 1                   | Scor | Echipa 2                 | Set 1 | Set 2 | Set 3 |        |
| -------- | ----- | -------------------------- | ---- | ------------------------ | ----- | ----- | ----- | ------ |
| 27 iulie | 08:30 | Feng Yanzhe Huang Dongping | 2–0  | Vinson Chiu Jennie Gai   | 21–11 | 21–14 |       | Raport |
| 27 iulie | 09:20 | Chen Tang Jie Toh Ee Wei   | 2–0  | Terry Hee Jessica Tan    | 23–21 | 21–12 |       | Raport |
| 28 iulie | 08:30 | Feng Yanzhe Huang Dongping | 2–0  | Terry Hee Jessica Tan    | 21–13 | 21–17 |       | Raport |
| 28 iulie | 11:00 | Chen Tang Jie Toh Ee Wei   | 2–0  | Vinson Chiu Jennie Gai   | 21–15 | 24–22 |       | Raport |
| 29 iulie | 08:30 | Feng Yanzhe Huang Dongping | 1–2  | Chen Tang Jie Toh Ee Wei | 21–17 | 15–21 | 16–21 | Raport |
| 29 iulie | 11:00 | Terry Hee Jessica Tan      | 2–0  | Vinson Chiu Jennie Gai   | 21–17 | 21–12 |       | Raport |

### Faza eliminatorie
|  | Sferturi de finală                                         | Sferturi de finală                                         | Sferturi de finală                        | Sferturi de finală                        | Sferturi de finală |                                         |                                         | Semifinale                              | Semifinale                              | Semifinale | Semifinale | Semifinale |                                           |                                           | Meciul pentru medalia de aur   | Meciul pentru medalia de aur   | Meciul pentru medalia de aur   | Meciul pentru medalia de aur | Meciul pentru medalia de aur |  |
|  |                                                            |                                                            |                                           |                                           |                    |                                         |                                         |                                         |                                         |            |            |            |                                           |                                           |                                |                                |                                |                              |                              |  |
|  | Zheng Siwei (CHN) Huang Yaqiong (CHN)                      | Zheng Siwei (CHN) Huang Yaqiong (CHN)                      | 21                                        | 21                                        |                    |                                         |                                         |                                         |                                         |            |            |            |                                           |                                           |                                |                                |                                |                              |                              |  |
|  | Zheng Siwei (CHN) Huang Yaqiong (CHN)                      | Zheng Siwei (CHN) Huang Yaqiong (CHN)                      | 21                                        | 21                                        |                    |                                         |                                         |                                         |                                         |            |            |            |                                           |                                           |                                |                                |                                |                              |                              |  |
|  | Feng Yanzhe (CHN) Huang Dongping (CHN)                     | Feng Yanzhe (CHN) Huang Dongping (CHN)                     | 16                                        | 15                                        |                    |                                         |                                         |                                         |                                         |            |            |            |                                           |                                           |                                |                                |                                |                              |                              |  |
|  | Feng Yanzhe (CHN) Huang Dongping (CHN)                     | Feng Yanzhe (CHN) Huang Dongping (CHN)                     | 16                                        | 15                                        |                    | Zheng Siwei (CHN) Huang Yaqiong (CHN)   | Zheng Siwei (CHN) Huang Yaqiong (CHN)   | 21                                      | 21                                      |            |            |            |                                           |                                           |                                |                                |                                |                              |                              |  |
|  |                                                            |                                                            |                                           |                                           |                    | Zheng Siwei (CHN) Huang Yaqiong (CHN)   | Zheng Siwei (CHN) Huang Yaqiong (CHN)   | 21                                      | 21                                      |            |            |            |                                           |                                           |                                |                                |                                |                              |                              |  |
|  |                                                            |                                                            | Yuta Watanabe (JPN) Arisa Higashino (JPN) | Yuta Watanabe (JPN) Arisa Higashino (JPN) | 14                 | 15                                      |                                         |                                         |                                         |            |            |            |                                           |                                           |                                |                                |                                |                              |                              |  |
|  | Yuta Watanabe (JPN) Arisa Higashino (JPN)                  | Yuta Watanabe (JPN) Arisa Higashino (JPN)                  | Yuta Watanabe (JPN) Arisa Higashino (JPN) | Yuta Watanabe (JPN) Arisa Higashino (JPN) | 14                 | 15                                      | 23                                      | 21                                      |                                         |            |            |            |                                           |                                           |                                |                                |                                |                              |                              |  |
|  | Yuta Watanabe (JPN) Arisa Higashino (JPN)                  | Yuta Watanabe (JPN) Arisa Higashino (JPN)                  |                                           |                                           |                    |                                         |                                         |                                         |                                         |            |            |            |                                           |                                           |                                |                                |                                |                              |                              |  |
|  | Dechapol Puavaranukroh (THA) Sapsiree Taerattanachai (THA) | Dechapol Puavaranukroh (THA) Sapsiree Taerattanachai (THA) | 21                                        | 14                                        |                    |                                         |                                         |                                         |                                         |            |            |            |                                           |                                           |                                |                                |                                |                              |                              |  |
|  | Dechapol Puavaranukroh (THA) Sapsiree Taerattanachai (THA) | Dechapol Puavaranukroh (THA) Sapsiree Taerattanachai (THA) | 21                                        | 14                                        |                    | Zheng Siwei (CHN) Huang Yaqiong (CHN)   | Zheng Siwei (CHN) Huang Yaqiong (CHN)   | 21                                      | 21                                      |            |            |            |                                           |                                           |                                |                                |                                |                              |                              |  |
|  |                                                            |                                                            |                                           |                                           |                    |                                         |                                         |                                         |                                         |            |            |            |                                           |                                           |                                |                                |                                |                              |                              |  |
|  |                                                            |                                                            | Kim Won-ho (KOR) Jeong Na-eun (KOR)       | Kim Won-ho (KOR) Jeong Na-eun (KOR)       | 8                  | 11                                      |                                         |                                         |                                         |            |            |            |                                           |                                           |                                |                                |                                |                              |                              |  |
|  | Tang Chun Man (HKG) Tse Ying Suet (HKG)                    | Tang Chun Man (HKG) Tse Ying Suet (HKG)                    | Kim Won-ho (KOR) Jeong Na-eun (KOR)       | Kim Won-ho (KOR) Jeong Na-eun (KOR)       | 8                  | 11                                      | 15                                      | 10                                      |                                         |            |            |            |                                           |                                           |                                |                                |                                |                              |                              |  |
|  | Tang Chun Man (HKG) Tse Ying Suet (HKG)                    | Tang Chun Man (HKG) Tse Ying Suet (HKG)                    |                                           |                                           |                    |                                         | 15                                      | 10                                      |                                         |            |            |            |                                           |                                           |                                |                                |                                |                              |                              |  |
|  | Seo Seung-jae (KOR) Chae Yoo-jung (KOR)                    | Seo Seung-jae (KOR) Chae Yoo-jung (KOR)                    | 21                                        | 21                                        |                    |                                         |                                         |                                         |                                         |            |            |            |                                           |                                           |                                |                                |                                |                              |                              |  |
|  | Seo Seung-jae (KOR) Chae Yoo-jung (KOR)                    | Seo Seung-jae (KOR) Chae Yoo-jung (KOR)                    | 21                                        | 21                                        |                    | Seo Seung-jae (KOR) Chae Yoo-jung (KOR) | Seo Seung-jae (KOR) Chae Yoo-jung (KOR) | 16                                      | 22                                      | 21         |            |            | Meciul pentru medalia de bronz            | Meciul pentru medalia de bronz            | Meciul pentru medalia de bronz | Meciul pentru medalia de bronz | Meciul pentru medalia de bronz |                              |                              |  |
|  |                                                            |                                                            |                                           |                                           |                    | Seo Seung-jae (KOR) Chae Yoo-jung (KOR) | Seo Seung-jae (KOR) Chae Yoo-jung (KOR) | 16                                      | 22                                      | 21         |            |            |                                           |                                           |                                |                                |                                |                              |                              |  |
|  |                                                            |                                                            | Kim Won-ho (KOR) Jeong Na-eun (KOR)       | Kim Won-ho (KOR) Jeong Na-eun (KOR)       | 21                 | 20                                      | 23                                      |                                         |                                         |            |            |            |                                           |                                           |                                |                                |                                |                              |                              |  |
|  | Kim Won-ho (KOR) Jeong Na-eun (KOR)                        | Kim Won-ho (KOR) Jeong Na-eun (KOR)                        | Kim Won-ho (KOR) Jeong Na-eun (KOR)       | Kim Won-ho (KOR) Jeong Na-eun (KOR)       | 21                 | 20                                      | 23                                      | 21                                      | 21                                      |            |            |            | Yuta Watanabe (JPN) Arisa Higashino (JPN) | Yuta Watanabe (JPN) Arisa Higashino (JPN) | 21                             | 22                             |                                |                              |                              |  |
|  | Kim Won-ho (KOR) Jeong Na-eun (KOR)                        | Kim Won-ho (KOR) Jeong Na-eun (KOR)                        |                                           |                                           |                    |                                         |                                         |                                         |                                         |            |            |            | Yuta Watanabe (JPN) Arisa Higashino (JPN) | Yuta Watanabe (JPN) Arisa Higashino (JPN) | 21                             | 22                             |                                |                              |                              |  |
|  | Chen Tang Jie (MAS) Toh Ee Wei (MAS)                       | Chen Tang Jie (MAS) Toh Ee Wei (MAS)                       | 19                                        | 14                                        |                    |                                         |                                         | Seo Seung-jae (KOR) Chae Yoo-jung (KOR) | Seo Seung-jae (KOR) Chae Yoo-jung (KOR) | 13         | 20         |            |                                           |                                           |                                |                                |                                |                              |                              |  |